# Mount Russell
Mount Russell je hora v pohoří Sierra Nevada, na východě Kalifornie, ve Spojených státech amerických. Mount Russel leží 1,3 km severně od nejvyšší hory Spojených států bez Aljašky Mount Whitney.  
S nadmořskou výškou 4 296 m je jednou z jedenácti kalifornských fourteeners. 
Hora je pojmenovaná po geologovi a profesorovi na Michiganské univerzitě Israeli C. Russellovi.

## Geografie
Mount Russel leží na východní hranici Národního parku Sequoia. Jižně leží Mount Whitney, východně Owens Valley a severně John Muir Wilderness. 